# Геужань (Джурджу)
Геужань, Геужані (рум. Găujani) — село у повіті Джурджу в Румунії. Входить до складу комуни Геужань.
Село розташоване на відстані 83 км на південь від Бухареста, 27 км на південний захід від Джурджу.

## Населення
За даними перепису населення 2002 року у селі проживали 1440 осіб. Усі жителі села рідною мовою назвали румунську.
Національний склад населення села:
| Національність | Кількість осіб | Відсоток |
| -------------- | -------------- | -------- |
| румуни         | 1425           | 99,0%    |
| цигани         | 14             | 1,0%     |